# SV Phoenix
SV Phoenix is een hockeyclub uit Zeist. Het is een van de oudste sportclubs van Nederland, opgericht in 1884. Met een ledenaantal van ruim 1.500 is Phoenix een van de grotere verenigingen binnen de KNHB.

## Historie
Phoenix is opgericht in 1884 als cricketvereniging van het Gymnasium in Katwijk. Via Den Haag, Wassenaar en Gulpen komt Phoenix na de Tweede Wereldoorlog met het RK jongensinternaat naar de Breul in Zeist. Vanaf 1964 is Phoenix als hockeyclub aangesloten bij de KNHB. Sinds 1976 wordt er niet meer gecricket, maar tot 2003 werd er nog wel honkbal en softbal gespeeld. In 2024 viert Phoenix haar 140-jarig bestaan.

## Bekende (oud-)leden
- Eva de Goede[2]
- Benk Korthals[3]
- Wouter Bos[3]
- Airen Mylene